# سي دي مالقا
نادي ديبورتيفو مالقا (بالإسبانية: Club Deportivo Málaga)‏ كان نادي كرة قدم إسباني يقع مقره في مالقة في إقليم الأندلس. ولعب عشرين موسمًا في الدوري الإسباني، قبل أن يتم حله في عام 1992.
يُطلق علي النادي اسم نادي ديبورتيفو مالقة منذ عام 1941، وقد سمي فيؤعام 1933 باسم نادي ديبورتيفو مالسيتانو ، بعد اتحاد الفرق الأكثر تمثيلاً للمدينة آنذاك: نادي مالاقينو لكرة القدم ونادي مالقة الرياضي .
تمت تصفية النادي في صيف عام 1992 بعد عدم حل مشاكل النادي المختلفة. كان هناك نادي تابع لنادي ديبورتيفو مالقا كان يسمي نادي أتلتيكو مالاقينيو (بالإسبانية: Club Atlético Malagueño)‏، الذي تم تأسيسه في عام 1948 لكنه انفصل عن نادي ديبورتيفو مالقا في عام 1959، وبالتالي امتلك رقم تسجيل مستقل في الاتحاد الملكي الإسباني لكرة القدم، أصبح نادي اتليتكو فيما بعد يسمي بنادي مالقة الحالي لكرة القدم .

## تاريخ

### الأصول

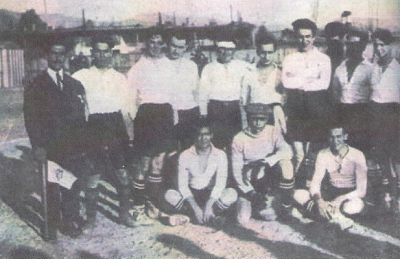
نادي مالقا 1922

تأسس أول نادي كرة قدم في مالقا في عام 1904، بتشكيل نادي مالقة لكرة القدم (بالإسبانية: Málaga Foot-Ball Club)‏ .  لم يكن الأمر أكثر من فريق يهدف إلى تعزيز رياضة كرة القدم، وهي رياضة جديدة في المدينة، تم نقلها من المملكة المتحدة. وكان منافسو فريق مالقا الأوائل عبارة عن فرق صغيرة مكونة من أطقم السفن الأجنبية التي تصل إلى الميناء مدينة مالقا.
في عام 1907، قام نادي مالقا لكرة القدم بمحاولات أخرى لنشر كرة القدم. 
شهد عام 1912، تأسيس نادي منافس لنادي مالقا، وهو نادي مالاقينو (بالإسبانية: FC Malagueño)‏، وتأسست منافسة كبيرة مع نادي مالقا لكرة القدم، الذي اندمج مع أندية صغيرة أخرى مثل نادي مالقا راسينج (بالإسبانية: Málaga Racing)‏. في عام 1927، أصبح نادي مالقا لكرة القدم يسمي نادي ريال مالقا لكرة القدم (بالإسبانية: Real Málaga FC)‏ بعد أن حصل على الرعاية الملكية من قبل الملك ألفونسو الثالث عشر ملك إسبانيا. 
خلال موسم 1929–30، أصبح كل من ناديي ريال مالقا ومالاقينو من الأعضاء المؤسسين لالدوري الإسباني الدرجة الثالثة . في أواخر عام 1930، تم تغيير اسم نادي ريال مالقا ليصبح يسمي نادي مالقة الرياضي (بالإسبانية: Málaga Sport Club)‏. 

### اندماج النادي في عام 1933
في 22 مارس 1933. اندمج نادي مالقا الرياضي ونادي مالاقينو ليصبح النادي يسمي بنادي ديبورتيفو مالسيتانو (بالإسبانية: Club Deportivo Malacitano)‏، لم يكن الاندماج حقيقي بمعني الكلمة، بل كان تغييرًا في اسم نادي مالاقينو، الذي كان يتمتع بثروة اقتصادية وفريق أفضل من نادي مالقا الرياضي. بفضل هذه العملية، تمكن نادي مالسيتانو من وراثة فريق نادي مالاقينو، بعد إلغاء عقودهم بالطريقة الأخرى. 
في عام 1934، ظهر هذا النادي الجديد لأول مرة في دوري الدرجة الثانية عندما تم توسيع الدوري من عشرة فرق إلى أربعة وعشرين.[بحاجة لمصدر] بعد مواسم مختلفة في دوري الدرجة الثانية ، توقفت المنافسة بسبب الحرب الأهلية الإسبانية .
في 19 يوليو 1941، اقترح نائب رئيس النادي، خوسيه سوريانو ألبا، تغيير الاسم من نادي ديبورتيفو مالاسيتانو إلى نادي ديبورتيفو مالقا
افتتح ملعب لا روزاليدا ، بسبب الأمطار الغزيرة لأول مرة في 13 أبريل 1941، مع مباراة كأس ديل جينيريسيمو بين سي دي مالاسيتانو ونادي فيروفياريا دي مدريد. ومع ذلك، تم الافتتاح الرسمي في 14 سبتمبر 1941، بمباراة ودية بين نادي سي دي مالقة ونادي إشبيلية. 
في عام 1941، قام النادي بتغيير اسمه إلى نادي ديبورتيفو مالقة خلال افتتاح ملعب لا روزاليدا الجديد. 

### أول صعود إلى الدوري الإسباني في عام 1949، أول أعوام الدوري الممتاز

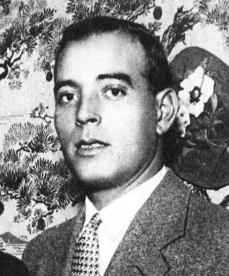
ريكاردو زامورا ، مدرب ملقا من 1949 إلى 1951، كان مسؤولاً عن قيادة الفريق في أول ظهور له في الدوري الإسباني.

في عام 1949، صعد نادي مالقا لأول مرة إلى الدوري الإسباني بعد عدة مواسم في الدرجة الثانية والدرجة الثالثة.[بحاجة لمصدر]
مع رئيس النادي ميغيل نافارو نوغيروليس والمدرب لويس أوركيري، تمكن النادي في موسم 1948-49 من الصعود إلى الدوري الإسباني، بعد حصوله على المركز الثاني بعد ريال سوسيداد، صعد إلى الدوري بفضل فارق الأهداف الإيجابي عن نادي غرناطة. سجل المهاجم الشهير بيدرو بازان تسعة أهداف في مباراة واحدة ضد نادي هيركوليس في 4 يناير 1949، في دوري الدرجة الثانية. وكان هداف الفريق بـ266 هدفًا إجماليًا، كما كان أيضًا أحد أهم لاعبي الفريق.
في الدوري الإسباني ، بقي ملقا في الدوري لموسمين متتاليين، حيث درب النادي الدولي البارز السابق ريكاردو زامورا، وهبط مع الفريق الأول للنادي في نهاية موسم 1950-51، حيث كان ينقصه نقطة واحدة فقط للحفاظ على مكانته.
في المواسم اللاحقة، حقق مالقا صعودين جديدتن إلى الدوري الإسباني في موسمي 1951-52 و1953-54، وهبط بعد عام واحد فقط في كليهما.  كان موسم 1952–53 مميزًا بسبب الفوز الساحق لنادي على نادي ريال مدريد بنتيجة 6-0 في ملعب لا روزاليدا، وهي النتيجة الأكبر لمالقا ضد ريال مدريد. 

### العصر الذهبي في أوائل السبعينيات

سي دي مالقة 1983

بعد عدد من مرات الصعود جديدة من المستوى الأول في الستينيات، والتي انتهت بهبوط فوري، ثم صعد مالقة مرة أخرى بعد موسم 1969-70 تحت قيادة الرئيس أنطونيو رودريجيز لوبيز والمدرب جينو كالمار، واستمر النادي في الدرجة الأولى لمدة خمس سنوات.  ومع ذلك، تعرض الرئيس المسؤول أنطونيو رودريجيز لوبيز للقتل الوحشي على يد المافيا في عام 1971، وتم استبداله برافائيل سيرانو كارفاخال في الموسم التالي. 
مع لاعبين بارزين مثل ميغيلي وسيباستيان فيبيرتي وخوان أنطونيو ديوستو وخوسيه دياز ماسياس، حقق النادي المركز السابع مرتين في الدوري في 1971-72، و1973-74، (أفضل نتائج النادي حتى الآن)، وجائزة ريكاردو زامورا في موسم 1971-72 التي حققها حارس المرمى ديوستو، والخروج في نصف النهائي في كأس ملك إسبانيا في موسم 1972-73 على يد أتليتيك بلباو . كما حققوا فوزًا ملحوظًا في كامب نو للمرة الأولى بعد فوزهم على نادي برشلونة في نهاية موسم 1971-1972.[بحاجة لمصدر] كما أنشأ النادي في عام 1973 نشيدًا رسميًا عرف باسم مالقة لا بومبونيرا،[بحاجة لمصدر] ومنذ تلك اللحظة لا تزال الأغنية النشيد الرسمي للنادي.[بحاجة لمصدر]
بعد خروج فيبيرتي المثير للجدل في نهاية موسم 1973-1974، أنتهي ما يسمى بالسنوات الذهبية،[بحاجة لمصدر] انتهى الموسم بهبوط جديد إلى المستوى الثاني في 1974-75.[بحاجة لمصدر]

### الاختفاء
في عام 1992، تم حل نادي CD Málaga بعد صعوبات مالية. 

## الموام
- نادي مالاجوينيو

| الموسم    | القسم                          | الترتيب | كأس الملك إسبانيا |
| --------- | ------------------------------ | ------- | ----------------- |
| 1929–30   | الدوري الإسباني الدرجة الثالثة | الوصيف  |                   |
| 1930–31   | الدوري الإسباني الدرجة الثالثة | الوصيف  |                   |
| 1931–32   | الدوري الإسباني الدرجة الثالثة | الثالث  |                   |
| 1932–1933 | الدوري الإسباني الدرجة الثالثة | البطل   |                   |

- نادي ديبورتيفو مالاسيتانو

| الموسم  | القسم                          | الترتيب | كأس الملك إسبانيا |
| ------- | ------------------------------ | ------- | ----------------- |
| 1933–34 | الدوري الإسباني الدرجة الثالثة | الثالث  |                   |
| 1934–35 | الدوري الإسباني الدرجة الثانية | الخامس  | الدور الخامس      |
| 1935–36 | الدوري الإسباني الدرجة الثانية | الخامس  | الدور الثالث      |
| 1939–40 | الدوري الإسباني الدرجة الثانية | الثالث  | الدور الأول       |
| 1940-41 | الدوري الإسباني الدرجة الثانية | الخامس  | الدور الثالث      |

- نادي ديبورتيفو ملقا

| الموسم  | القسم                          | الترتيب    | كأس الملك إسبانيا |
| ------- | ------------------------------ | ---------- | ----------------- |
| 1941–42 | الدوري الإسباني الدرجة الثانية | الرابع     | دور 32            |
| 1942–43 | الدوري الإسباني الدرجة الثانية | الخامس     | دور 32            |
| 1943–44 | الدوري الإسباني الدرجة الثالثة | البطل      |                   |
| 1944–45 | الدوري الإسباني الدرجة الثالثة | الوصيف     |                   |
| 1945–46 | الدوري الإسباني الدرجة الثالثة | البطل      |                   |
| 1946–47 | الدوري الإسباني الدرجة الثانية | التاسع     | دور 16            |
| 1947–48 | الدوري الإسباني الدرجة الثانية | الرابع     | الدور السادس      |
| 1948–49 | الدوري الإسباني الدرجة الثانية | الوصيف     | الدور الخامس      |
| 1949–50 | الدوري الإسباني                | الثاني عشر | دور 16            |
| 1950–51 | الدوري الإسباني                | الثالث عشر |                   |
| 1951–52 | الدوري الإسباني الدرجة الثانية | البطل      | ربع النهائي       |
| 1952–53 | الدوري الإسباني                | الخامس عشر |                   |
| 1953–54 | الدوري الإسباني الدرجة الثانية | الثالث     |                   |
| 1954–55 | الدوري الإسباني                | السادس عشر |                   |
| 1955–56 | الدوري الإسباني الدرجة الثانية | الحادي عشر |                   |
| 1956–57 | الدوري الإسباني الدرجة الثانية | الخامس     |                   |
| 1957–58 | الدوري الإسباني الدرجة الثانية | الرابع عشر |                   |
| 1958–59 | الدوري الإسباني الدرجة الثانية | الخامس عشر | الدور الأول       |
| 1959–60 | الدوري الإسباني الدرجة الثالثة | البطل      |                   |
| 1960–61 | الدوري الإسباني الدرجة الثانية | الثاني عشر | الدور الأول       |

| الموسم  | القسم                          | الترتيب    | كأس الملك إسبانيا |
| ------- | ------------------------------ | ---------- | ----------------- |
| 1961–62 | الدوري الإسباني الدرجة الثانية | الوصيف     | دور 16            |
| 1962–63 | الدوري الإسباني                | السادس عشر | ربع النهائي       |
| 1963–64 | الدوري الإسباني الدرجة الثانية | التاسع     | دور 32            |
| 1964–65 | الدوري الإسباني الدرجة الثانية | الوصيف     | الدور الأول       |
| 1965–66 | الدوري الإسباني                | الثالث عشر | دور 16            |
| 1966–67 | الدوري الإسباني الدرجة الثانية | البطل      | دور 32            |
| 1967–68 | الدوري الإسباني                | العاشر     | دور 16            |
| 1968–69 | الدوري الإسباني                | الرابع عشر | ربع النهائي       |
| 1969–70 | الدوري الإسباني الدرجة الثانية | الوصيف     | دور 32            |
| 1970–71 | الدوري الإسباني                | التاسع     | ربع النهائي       |
| 1971–72 | الدوري الإسباني                | السابع     | الدور الخامس      |
| 1972–73 | الدوري الإسباني                | العاشر     | نصف النهائي       |
| 1973–74 | الدوري الإسباني                | السابع     | الدور الخامس      |
| 1974–75 | الدوري الإسباني                | السادس عشر | دور 16            |
| 1975–76 | الدوري الإسباني الدرجة الثانية | الثالث     | دور 16            |
| 1976–77 | الدوري الإسباني                | الثامن عشر | الدور الثالث      |
| 1977–78 | الدوري الإسباني الدرجة الثانية | الثالث عشر | الدور الثالث      |
| 1978–79 | الدوري الإسباني الدرجة الثانية | الوصيف     | الدور الرابع      |
| 1979–80 | الدوري الإسباني                | الثامن عشر | الدور الرابع      |
| 1980–81 | الدوري الإسباني الدرجة الثانية | السادس     | الدور الثاني      |

| الموسم  | القسم                          | الترتيب    | كأس الملك إسبانيا |
| ------- | ------------------------------ | ---------- | ----------------- |
| 1981–82 | الدوري الإسباني الدرجة الثانية | الثالث     | دور 16            |
| 1982–83 | الدوري الإسباني                | العاشر     | الدور الرابع      |
| 1983–84 | الدوري الإسباني                | التاسع     | الدور الرابع      |
| 1984–85 | الدوري الإسباني                | السادس عشر | الدور الثالث      |
| 1985–86 | الدوري الإسباني الدرجة الثانية | الحادي عشر | الدور الرابع      |
| 1986–87 | الدوري الإسباني الدرجة الثانية | السادس     | الدور الثالث      |
| 1987–88 | الدوري الإسباني الدرجة الثانية | البطل      | الدور الرابع      |
| 1988–89 | الدوري الإسباني                | السادس عشر | دور 32            |
| 1989–90 | الدوري الإسباني                | السابع عشر | دور 16            |
| 1990–91 | الدوري الإسباني الدرجة الثانية | الرابع     | الدور الخامس      |
| 1991–92 | الدوري الإسباني الدرجة الثانية | الثامن عشر | الدور الخامس      |

- 20 موسم في الدوري الإسباني
- 31 موسم في دوري الدرجة الثانية
- 9 مواسم في الدوري الإسباني الدرجة الثالثة

## البطولات

### المحلية
- الدوري الإسباني الدرجة الثانية: 1951–52، 1966–67، 1987–88
- الدوري الإسباني الدرجة الثالثة: 1943–44، 1945–46، 1959–60

### الودية
- كأس كوستا ديل سول
  - البطل (3): 1963، 1971، 1974

## كأس كوستا ديل سول
بين عامي 1961 و1983، نظمت مدينة مالقة بطولتها الصيفية الخاصة، وهي كأس كوستا ديل سول (بالإسبانية: Trofeo Costa del Sol)‏. وحقق الفريق المضيف اللقب ثلاث مرات، بعد تغلبه على ريال مدريد والنجم الأحمر بلغراد وديربي كاونتي . في عام 2003، تم إحياء المسابقة من قبل نادي ملقا خليفة نادي ديبورتيفو ملقا. 
في عام 1976، فاز CD Málaga بكأس صيفية ، وهي كأس سيوداد دي لا لينيا (بالإسبانية: Trofeo Ciudad de La Línea)‏، التي لعبت في لا يينا دي لا كونسيبسيون بالقرب من جبل طارق . جاء الانتصار بعد الفوز بركلات الترجيح أمام ناديي دينامو تبليسي وفالنسيا ، بعد التعادل كلا المبارتين 0-0. 

## مجموعة مختارة من اللاعبين السابقين
| - سيباستيان فيبرتي - سريل ماكاناكي - ألبيرو أوسورياجا - ميغيل غيريرو - لوكا بوناجيتش - كيم كريستوفت - جون لاوريدسن - عبد الله بن مبارك الأنطاكي - أنطونيو كابرال - سباستيان فليتاس - بيدرو بازان | - خوان أنطونيو ديوستو - خيسوس غاراي - بيدرو جارو - خوانيتو - أنطونيو ماتا - باكيتو - ميغيل راموس فارغاس - ايستيبان فيغو - غوستافو ماتوساس - بيرتي جانتونين |

## مدربين مشهورين
- هيلينيو هيريرا
- أوتو بومبل
- جيني كالمار
- لاسلو كوبالا
- دومينيك بالامانيا
- أنطونيو بينيتيز
- مارسيل دومينغو
- ريكاردو زامورا
- خوسيه ماريا زاراغا
- ميلوراد بافيتش

## روابط خارجية
- ملف CD Málaga في La futbolteca